# Vatica rassak
Vatica rassak là một loài thực vật thuộc họ Dipterocarpaceae. Loài này có ở Indonesia, Papua New Guinea, và Philippines.